# Liste von Sakralbauten in Eslohe

Eslohe im Hochsauerlandkreis

Die Liste von Sakralbauten in Eslohe umfasst existierende und ehemalige Sakralbauten, zumeist Kirchengebäude und Kapellen in Trägerschaft christlicher und anderer Religionsgemeinschaften in Eslohe, Hochsauerlandkreis.

## Liste
| Name                    | Bild | Stadt/Gemeinde und Ortsteil | Gründung, Bauzeit | Konfession bzw. Religion | Bemerkungen            |
| ----------------------- | ---- | --------------------------- | ----------------- | ------------------------ | ---------------------- |
| St. Peter und Paul      |      | Eslohe                      | 1773              | römisch-katholisch       |                        |
| Johanniskirche          |      | Eslohe                      |                   | evangelisch              |                        |
| St. Sebastian           |      | Eslohe-Niedersalwey         |                   | römisch-katholisch       |                        |
| St. Nikolaus            |      | Eslohe-Cobbenrode           |                   | römisch-katholisch       |                        |
| St. Hubertus            |      | Eslohe-Kückelheim (Eslohe)  |                   | römisch-katholisch       |                        |
| Mariä Heimsuchung       |      | Eslohe-Niederlandenbeck     |                   | römisch-katholisch       |                        |
| St. Antonius Einsiedler |      | Eslohe-Bremke (Eslohe)      |                   | römisch-katholisch       |                        |
| St.Lorenz               |      | Eslohe-Herhagen             |                   | römisch-katholisch       |                        |
| St.Bernhard             |      | Eslohe-Nichtinghausen       |                   | römisch-katholisch       |                        |
| Kapelle in Oesterberge  |      | Eslohe-Oesterberge          |                   | römisch-katholisch       |                        |
| St. Pankratius          |      | Eslohe-Reiste               |                   | römisch-katholisch       |                        |
| Christophoruskirche     |      | Eslohe-Reiste               |                   | evangelisch              | entwidmet              |
| St. Cäcilia             |      | Eslohe-Wenholthausen        |                   | römisch-katholisch       |                        |
| Evangelische Kirche     |      | Eslohe-Wenholthausen        |                   | evangelisch              | entwidmet und umgebaut |